# 니이하마정
니이하마정(新居浜町)은 에히메현 니이군에 설치된 촌이다. 